# 章士鳳
章士鳳（1753年—？），中國清朝官員，本籍中國江蘇。章士鳳於1753年（乾隆18年）接替劉辰駿，於台灣擔任台灣府台灣縣知縣。管轄約今台灣南部之嘉義縣、嘉義市、台南縣、市全境及高雄縣部份區域。該區域面積約為4500平方公里，也是清治時期台灣島之漢人集中地所在。
1756年，福建巡撫鐘音彈劾章士鳳，罪名為「漁利剝商、縱囚匿報」，不久即被革職查辦。
| 前任： 劉辰駿 | 台灣府台灣縣知縣 1753年上任 | 繼任： 傅爾泰 |